# Anasemion
Anasemion is een geslacht van vliesvleugeligen uit de familie Encyrtidae. De wetenschappelijke naam van dit geslacht is voor het eerst geldig gepubliceerd in 1967 door Annecke.

## Soorten
Het geslacht Anasemion is monotypisch en omvat slechts de volgende soort:
- Anasemion inutile (Compere, 1937)